# Janagita Kunio
Janagita Kunio (柳田 國男) (Fukuszaki, Hjógo prefektúra, 1875. július 31. – Tokió, 1962. augusztus 8.) japán tudós, aki leginkább a japán nemzeti folklór, azaz a minzokugaku apjaként ismert.
Fukusakiban született, amely a Hjógo Prefektúrában található. Miután megszerezte jogi diplomáját a Tokiói Császári Egyetemen, hivatalnok lett a Mezőgazdasági és Kereskedelmi Minisztériumban. Egy bürokratikus tanfolyam alatt, Janagitanak lehetősége adódott, hogy beutazza Japánt. Ezeken az üzleti utazásokon egyre inkább érdeklődött a helyi falusi szokások részleteinek megfigyelése, rögzítése iránt. Irodalmár barátai is hatással voltak rá, mint például az író Simazaki Tószon. Janagita megjelentetett műveinek állítólag helyi szájhagyományok voltak alapjai, csak úgy mint például a Tono Meséiben (1912). Együtt dolgozott a folklorista Kizen Szaszakival is, több könyvet jelentettek meg együtt.

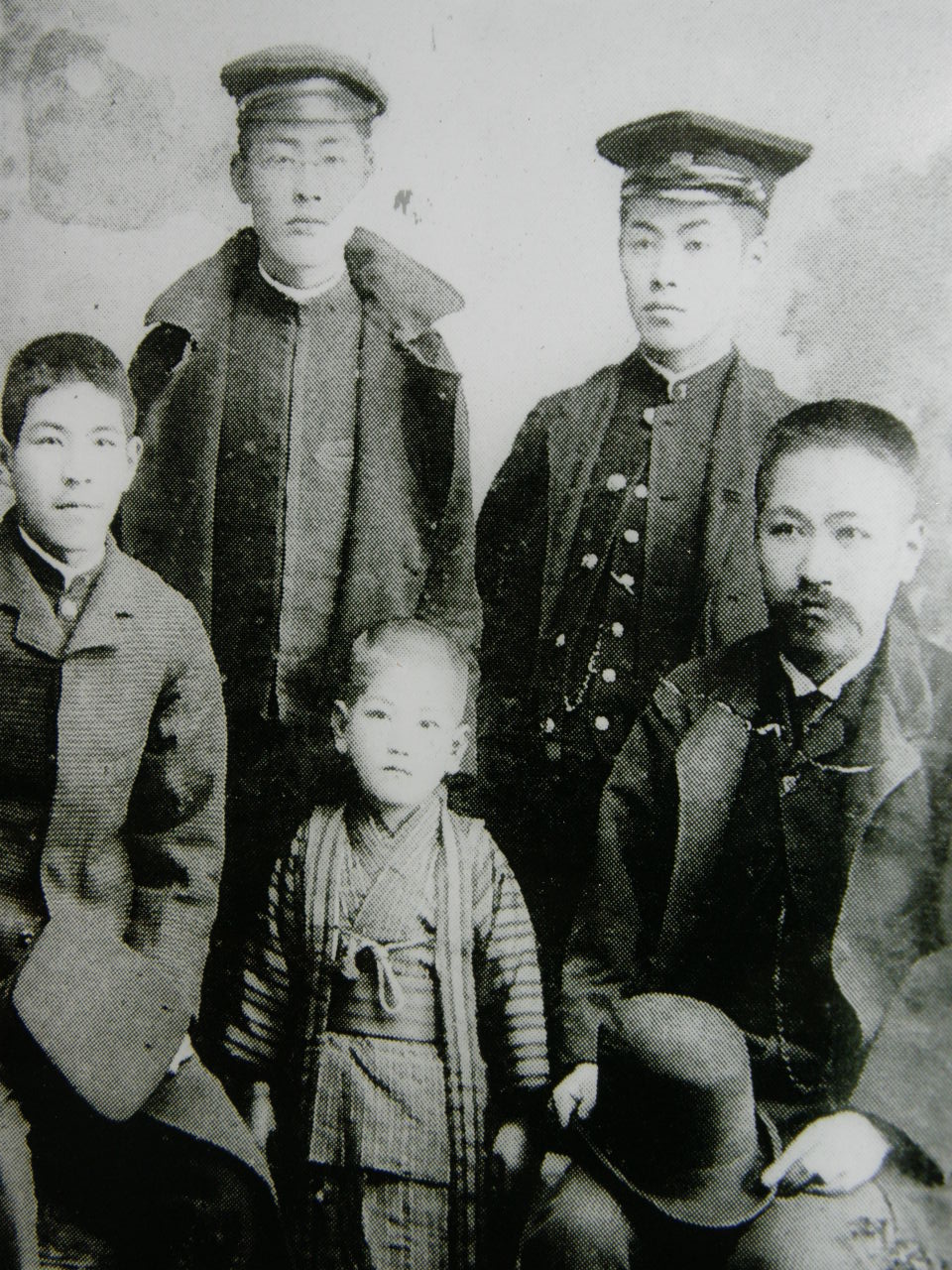
Matsuoka, Öt testvér

A helyi hagyományok hangsúlyozását egy nagyobb cél érdekében szorgalmazta, hogy a közemberek életét narratívákba helyezve örökítse meg a Japán történelemben. Azzal érvelt, hogy a  fennmaradt történelmi narratívák hangvételét vagy tartalmát jellemzően az akkori uralkodók, valamint a magas rangú tisztviselők befolyásolták. Azt állította, hogy ezek a narratívák az elit-központú történelmi eseményekre fókuszálnak figyelmen kívül hagyva a kevésbé eseménydúsabb történéseket, amik talán még inkább jellemzik a hagyományos japán ember életét a történelem során. Mindezekkel hangsúlyozta az egyedi gyakorlatait olyan különböző csoportoknak, mint például a szankák, azaz a hegylakók vagy szigetlakók. Munkája gyakran minősült úttörőnek, és néha egyedülálló kulturális rögzítésnek.

## Főbb munkái

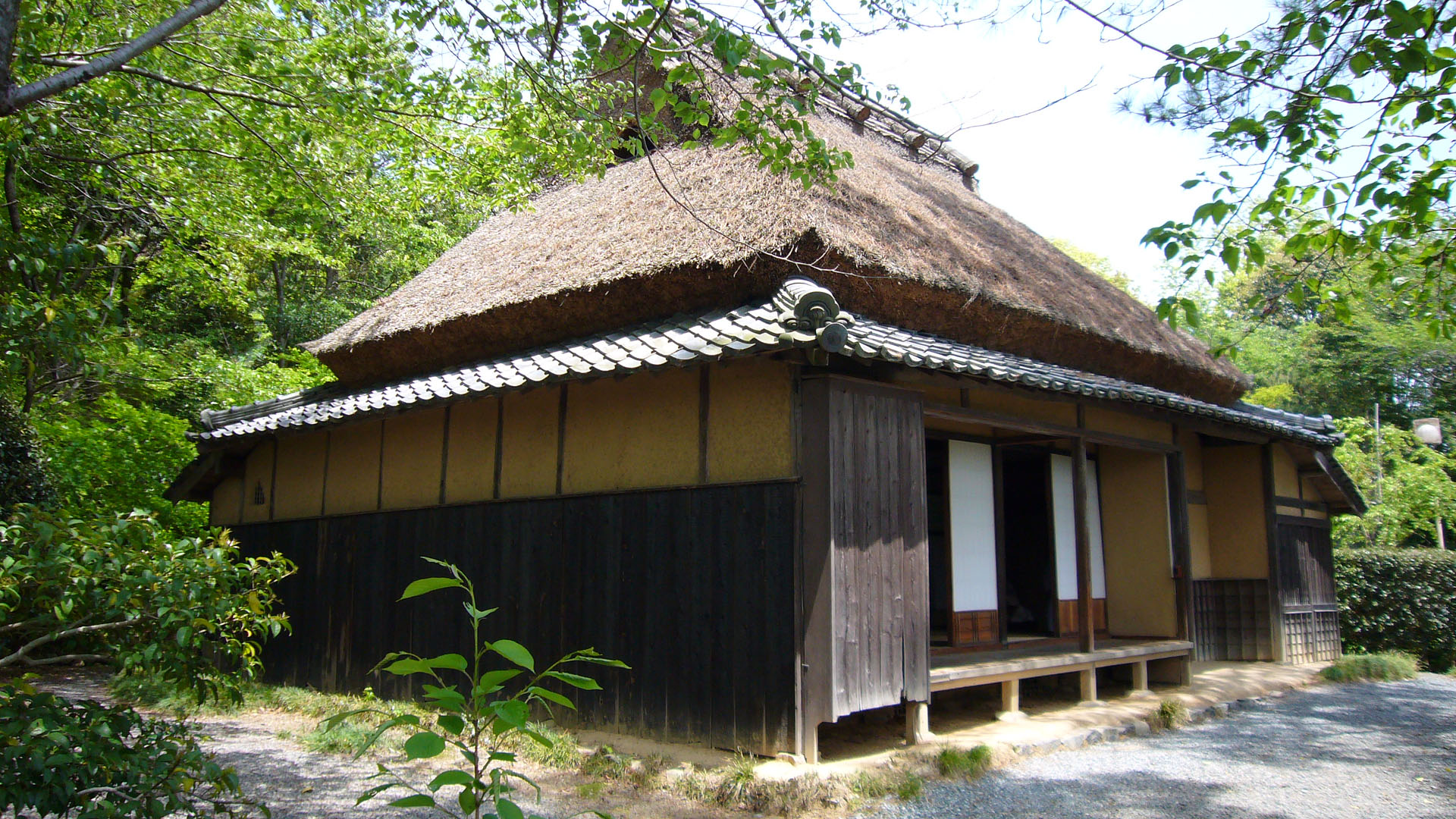
Janagita Kunio szüleinek otthona

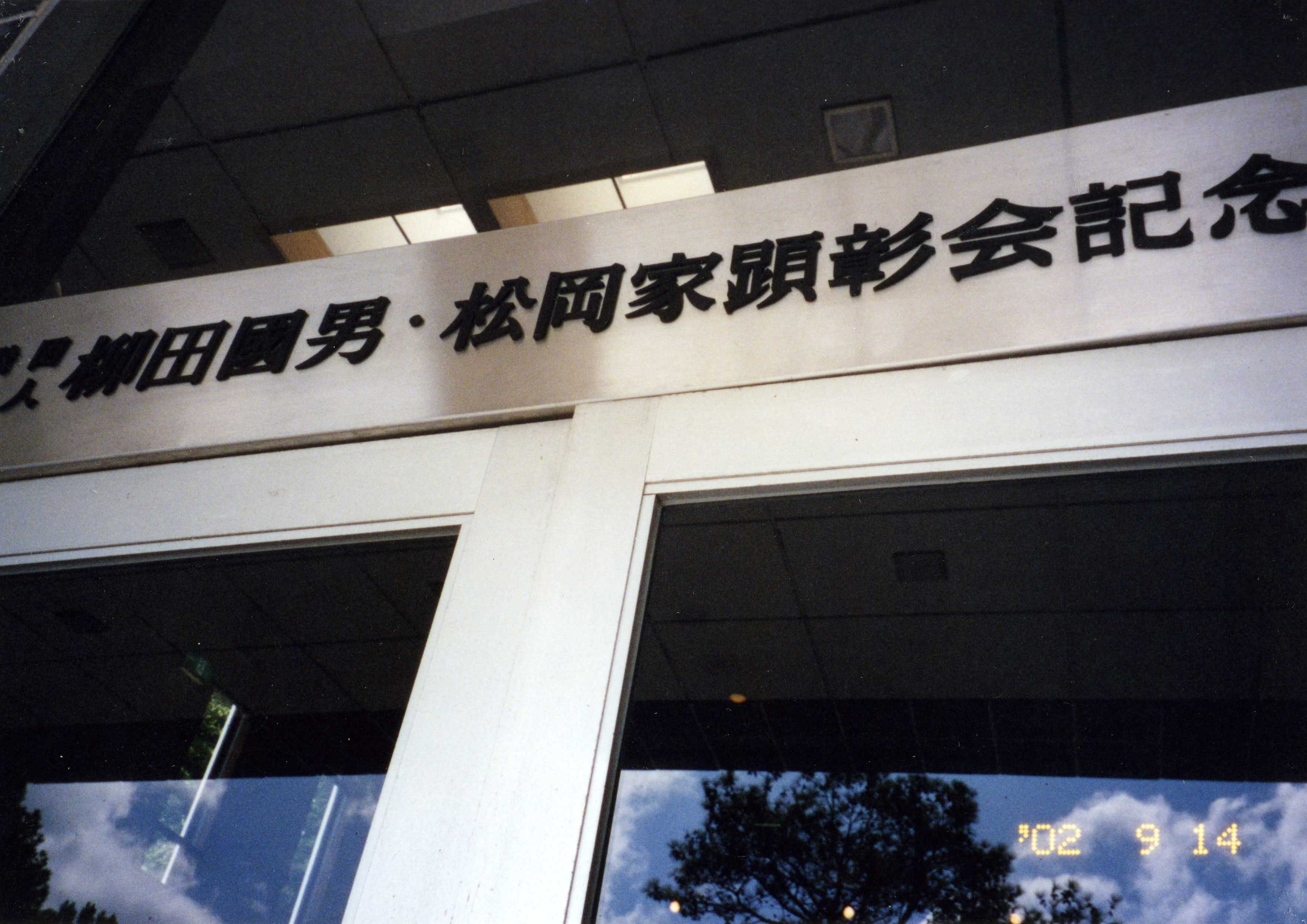
Kunio Janagita･Matsuokai Családi Emlékmű

- Tóno monogatari (遠野物語)

Népi legendák (nem pedig népmesék) gyűjteménye, melyeket az Ivate prefektúrabeli Tónoból gyűjtött össze. Híres jókaik ezekben a történetekben a kappák vagy a zasiki-varasik.
- Kagjúkó (蝸牛考)

Janagita kimutatta, hogy a „csiga” szó különböző dialektusbeli változatainak eloszlása koncentrikus köröket képez a Japán szigetvilágon belül.
- Momotaró no Tandzsó (桃太郎の誕生)

A japán társadalom bizonyos aspektusait ábrázolta a híres Momotaró népmese elemzésén keresztül. Módszertanát sok néprajzkutató és antropológus is átvette.
- Kaidzsó no Micsi (海上の道)

Okinavában kereste a japán kultúra gyökereit, bár spekulációinak nagy részét a későbbi kutatók cáfolták. Az ihletet az adta a műhöz, amikor az irago-foki (Aicsi prefektúra) tengerparton sétálva felvett egy, a Kurosio-áramlat által kisodort kókuszdiót.

## Lásd még
- Center versus periphery: Janagita elmélete a nyelvjárási diffúzióról, szókincs idő felett.
- Nihondzsinron

## Fordítás
- Ez a szócikk részben vagy egészben a Kunio Yanagita című angol Wikipédia-szócikk fordításán alapul.  Az eredeti cikk szerkesztőit annak laptörténete sorolja fel. Ez a jelzés csupán a megfogalmazás eredetét és a szerzői jogokat jelzi, nem szolgál a cikkben szereplő információk forrásmegjelöléseként.

## Külső linkek
- Kunio Yanagita a "FindaGrave" honlapon